# Isabel d'Anjou
Isabel d'Anjou, també coneguda com a Matilde d'Anjou (1101 - † 1154) fou la dona de Guillem Adelin, fill primogènit d'Enric I d'Anglaterra. Era la filla del comte Folc V d'Anjou i de la seva primera dona, Ermengarda del Maine.
El 25 de novembre de 1120 Guillem i Isabel es van embarcar en un viatge des d'Anjou a Anglaterra. Una part considerable de nobles i cortesans varen salpar en dos o més vaixells, un dels quals es deia la Nau Blanca. En travessar el canal de la Mànega la Nau Blanca va naufragar i van morir tots els que hi viatjaven. Guillem anava en aquest vaixell, però Isabel no. Després d'enviudar no es va tornar pas a casar, es va fer monja a l'abadia de Fontevrault, on va arribar a ser abadessa i on va ser enterrada.